# Tristan Lahaye
Pour les articles homonymes, voir Lahaye.
Tristan Lahaye, né le 16 février 1983 à Juvisy-sur-Orge, est un ancien footballeur professionnel français qui évolue au poste de défenseur à Niort.

## Carrière
Formé à l'AS Beauvais, Tristan apparaît vite comme un jeune défenseur prometteur au point qu'à 19 ans il fait déjà figure de titulaire en Ligue 2 avec son club formateur. Mais après un bon début de championnat en 2002/2003, le club de l'Oise est moribond et finit par descendre en National. Logique favori pour la remontée en L2, L'ASBO va encore peiner dans l'équivalent de la troisième division au point que le club finit par être rétrogradé en CFA en 2004.
Face à la perte du statut pro, le joueur quitte Beauvais et passe des essais, notamment au FC Metz, mais blessé il ne peut poursuivre. Il rebondit finalement à l'hiver 2004 dans le club de Romorantin où ses quelques matchs le font remarquer par des clubs plus huppés.
Ainsi dès la saison 2005/2006, il retrouve la L2 avec le FC Sète, malheureusement l'équipe est larguée en championnat et finit encore par être reléguée en National.
Laissé libre, il repart pour la Picardie chez l'Amiens SC et va même jouer la montée en Ligue 1 lors de la saison 2006/2007 avec le club de la Somme.
Suivi par plusieurs clubs de l'étage supérieur, il choisit contre toute attente de poursuivre sa carrière en Belgique au KV Courtrai. Moins en vue, il arrête l'aventure après une saison pour revenir en France et en L2 à Châteauroux.
En janvier 2012, il s'engage avec Grenoble, qui évolue alors en CFA2. Une aventure qui lui permet de remporter le titre de champion de CFA 2 et surtout de rebondir...
En juillet 2012 il s'engage avec Niort qui est promu en Ligue 2. Flirtant parfois avec les premières places accessibles de montée dans l'élite, le joueur reste 5 saisons chez les chamois avant de raccrocher au haut-niveau.
A l'été 2017, il s'engage chez l'Avenir Sportif Echiré Saint Gelais en Régional 1, soit au niveau amateur, avec pour projet d'aider à faire grandir le club.
Au bout de quelques mois, il devient entraîneur-joueur de l'équipe .

## Clubs
- 2002-2004 :  AS Beauvais (Ligue 2, National)
- 2004-2005 :  SO Romorantin (National)
- 2005-2006 :  FC Sète (Ligue 2)
- 2006-2008 :  Amiens SC (Ligue 2)
- 2008-2009 :  KV Courtrai (Jupiler Pro League)
- 2009-2011 :  LB Châteauroux (Ligue 2)
- Janv 2012-2012 :  Grenoble Foot 38 (CFA2)
- 2012-2017 :  Chamois niortais FC (Ligue 2)